# Савруш
Савруш — поселок в Северном районе Оренбургской области в составе Северного сельсовета.

## География
Находится на расстоянии примерно 1 километр по прямой на юг от районного центра села Северного.

## Население
Население составляло 144 человека в 2002 году (татары 90%), 106 по переписи 2010 года.